# 馬霍寧縣 (俄亥俄州)
馬霍寧縣（英語：Mahoning County）是美国俄亥俄州東北部的一個縣，東鄰宾夕法尼亚州，面積1,097平方公里。根據2020年美國人口普查，共有人口22萬8,614人。縣治揚斯敦。
1846年2月16日置縣，縣名是印第安語「動物舔鹽的地方」的意思。